# Jean-Michel Bernard
Jean-Michel Bernard (nascut el 23 de novembre de 1961) és un pianista, compositor, educador, orquestrador i productor musical francès. És conegut per escriure, interpretar i compondre bandes sonores de pel·lícules com La Science des rêves, Hugo, París-Manhattan, Ca$h i Be Kind Rewind.

## Primers anys i carrera
Va començar a tocar el piano als dos anys. Quan tenia 14 anys, va rebre el primer lloc al Conservatori de Bordeus i més tard es va graduar a l'École Normale de Musique de Paris. Als 19 anys, va gravar amb la Royal Philharmonic Orchestra a Londres, mentre seguia una carrera com a músic de jazz i actuava amb destacats artistes de jazz com Wild Bill Davis, Jimmy Woode (el baixista de Duke Ellington) i Eddie "Lockjaw" Davis.
De 1987 a 1991, va treballar com a director musical i director de l'exitós programa de ràdio L'Oreille en Coin a la Ràdio Pública Nacional France Inter. Entre el 2000 i el 2003, va actuar amb el Ray Charles Quartet a les gires europees i australianes com a organista i director d'orquestra, "aquest tipus és un geni", deia Ray sobre Bernard. També va gravar molts documentals i anuncis publicitaris durant la dècada de 1990.
La seva carrera com a compositor va començar amb pel·lícules d'animació, seguida de col·laboracions amb mestres com Lalo Schifrin i Ennio Morricone.
Treballa sovint amb el director Michel Gondry i ha compost cançons per a pel·lícules com Human Nature i va escriure La Science des rêves , que es va projectar al Festival de Cinema de Sundance i al Festival de Cinema de Berlín. Va ser nominat als World Soundtrack Awards el 2007 com a Descobriment de l'any i va guanyar el premi France Musique/UCMF al Festival de Cannes el mateix any per aquesta pel·lícula.
El 2003, Bernard va escriure la música de To make or break de TF1, la versió francesa de Deal or No Deal.
El 2008 va escriure la música de Be Kind Rewind de Gondry, Cash d'Eric Besnard i L'Emmerdeur de Francis Veber. El mateix dia, Be Kind Rewind es va mostrar al Festival de Sundance, Bernard va actuar al costat del raper i cantant Mos Def i Gondry, un àvid bateria.
L'any següent, el Festival de Canes el va convidar a representar França al programa de concerts de música de cinema. També va rebre un premi pels seus èxits fora del seu país natal de la Unió Europea de Compositors de Música de Cinema (UCMF).
L'any 2014, Bernard va començar a impartir classes de música de cinema al Conservatori de París i va ser convidat d'honor amb Michael Giacchino als Audi Talent Awards de París amb l'Orquestra Simfònica de París, al Festival de Braunschweig i al Festival Soundtrack de Colònia. Va ser elegit membre de la junta administrativa de la Unió de Compositors Musicals de  Cinema  (UCMF) (Union of Film Music Composers).
El maig de 2016, Bernard va ser convidat al Festival de Música de Cinema de Cracòvia al costat de Harry Gregson-Williams.
El maig de 2017 va interpretar al Festival de Música de Cinema de Cracòvia el seu recital de piano "Piano cinematogràfic", un dels plats forts del festival.
Bernard va contribuir com a compositor i arranjador al segon àlbum d'estudi de The Avalanches Wildflower en cançons amb Danny Brown, Jonathan Donahue, MF Doom i Biz Markie. Té tres temes acreditats. Farà una gira al Japó l'octubre de 2016 convidat per l'Institut Francès per a una sèrie de concerts i conferències per al Festival de Cinema de Tòquio.
Va tocar a la cerimònia d'obertura del 2018 al teatre del Sindicat de Directors dels Estats Units a Los Angeles, un concert homenatge a i amb Lalo Schifrin i a la Steinway Beverly Hills Gallery.

## Filmografia
- 1990 : Jours tranquilles à Clichy de Claude Chabrol
- 1991 : Madame Bovary de Claude Chabrol
- 1999 : L'Âme-sœur de Jean-Marie Bigard
- 2001 : Human Nature de Michel Gondry
- 2001 : La Chambre des officiers de François Dupeyron
- 2006 : La Science des rêves de Michel Gondry
- 2006 : Grace Is Gone de James Strouse
- 2007 : Ma place au soleil d'Éric de Montalier
- 2007 : Détrompez-vous de Bruno Dega
- 2008 : Soyez sympas, rembobinez de Michel Gondry
- 2008 : Ca$h d'Éric Besnard
- 2008 : L'Emmerdeur de Francis Veber
- 2008 : Freud's Magic Powder d'Édouard Getaz
- 2011 : Hugo de Martin Scorsese
- 2011 : Qui a envie d'être aimé ? d'Anne Giafferi
- 2011 : Chimères absentes de Fanny Ardant
- 2011 : Bienvenue à bord d'Éric Lavaine
- 2012 : París-Manhattan de Sophie Lellouche
- 2012 : L'Oncle Charles d'Étienne Chatiliez
- 2013 : Duo d'escrocs de Joel Hopkins
- 2013 : Cadences obstinées de Fanny Ardant
- 2014 : Rester là de Fabien Daphy
- 2014 : De quoi je me mêle de Pablo Larcuen
- 2015 : Ange et Gabrielle d'Anne Giafferi
- 2017 : Money de Gela Babluani
- 2018 : Deux Mains de Michael Barocas
- 2019 : Ni une ni deux d'Anne Giafferi
- 2020 : Ballad for a Pierced Heart de Yannis Economides[8]
- 2022 : In the tracks of Jean-Michel Bernard - documental de 70' de Pascale Cuenot i Léo Boudet
- 2024 : Maya, donne-moi un titre de Michel Gondry

## Discografia
- 1991 : Yellow Cow (amb la Paris Philharmonic orchestra, solista Éric Marienthal)
- 1999 : Marchand d'histoires (France Inter)
- 2002 : Cinéma Français-Bruton Music
- 2003 : Belles belles belles[9]
- 2005 : Message to Ray amb France Musique, piano solo
- 2006 : La Science des rêves (BO)
- 2008 : Soyez sympas, rembobinez (BO)
- 2008 : Cash (BO)
- 2011 : Qui a envie d'être aimé ? (BO)
- 2011 : Bienvenue à bord (BO)
- 2011 : Hugo Cabret (BO)
- 2012 : Paris-Manhattan (BO)
- 2013 : Duo d'escrocs (BO)
- 2013 : Cadences obstinées (BO)
- 2014 : Jazz for Dogs - Cristal Records
- 2014 : La Vie à l'envers (BO)
- 2015 : Ange et Gabrielle (Love at First Child) (BO)
- 2016 : Terra (BO), espectacle de dansa contemporàbua,  a Londres en març de 2016 al Coronet Theater.
- 2016 : « The Marty Suite » a The Cinema of Martin Scorsese - Universal Music
- 2016 : Voyage à travers le cinéma français de Bertrand Tavernier
- 2016 : « The Q cinema suite » a The cinema of Quincy Jones - Universal Music
- 2018 : Jean-Michel Bernard plays Lalo Schifrin (amb Lalo Schifrin) - Varese Sarabande Cristal/Sony-Rambling Records (Japó)
- 2020 : Ballad for a Pierced Heart de Yannis Economides (BO) - Cristal Records
- 2020 : Sally Stevens sings / Jean-Michel Bernard plays - Lakeshore Records
- 2022 : "The singular world of Jerry Goldsmith as seen by Jean-Michel Bernard" - Cristal records
- 2022/24 : Piano Cinema - Sony Masterworks - Col·lecció de 3 albums consagrats als grans temes del cinema.
- 2022 : Piano Noël - Sony Masterworks
- 2023 : Piano Cinema Volume II - Sony Masterworks
- 2023 : His songs - a piano tribute to Elton John - Sony Masterworks
- 2023 : Heureusement qu'on s'a (BO) - Cristal Records
- 2024 : Piano Cinema Volume III - Sony Masterworks
- 2024 : The Film Song Affair avec Paul Meyer - Sony Masterworks
- 2024 : The Strange case of Don Fernando Gelbard - Cristal records
- 2024 : Piano Noël II - Sony Masterworks
- 2024 : Maya donne moi un titre de Michel Gondry - Cristal records